# La Souche
 La Souche  là một xã ở tỉnh Ardèche, vùng Rhône-Alpes ở đông nam nước Pháp.

## Hành chính
| Danh sách thị trưởng                   |                  |                     |      |         |
| Giai đoạn                              | Giai đoạn        | Tên                 | Đảng | Tư cách |
| mars 2001                              | réélue mars 2008 | Josiane Charbonnier |      |         |
| Tất cả các dữ liệu trước đây không rõ. |                  |                     |      |         |

## Nhân khẩu
| Năm | 1962 | 1968 | 1975 | 1982 | 1990 | 1999 |
| --- | ---- | ---- | ---- | ---- | ---- | ---- |
| Dân số | 346  | 385  | 334  | 312  | 288  | 290  |
| From the year 1968 on: No double counting—residents of multiple communes (e.g. students and military personnel) are counted only once. |      |      |      |      |      |      |